# Leopold Stein (Mediziner)
Leopold Stein (* 2. Dezember 1893 in Wien; † 24. Mai 1969 in Birmingham) war ein österreichischer Facharzt für Sprach- und Stimmheilkunde.
Er war Laryngologe,  Vertreter der Logopädie und Individualpsychologie. 

## Leben
Stein studierte Philosophie, Philologie und Medizin an der Universität Wien und war später Schüler von Emil Fröschels. 1923 promovierte er und absolvierte die Fachausbildung zum Laryngologen, wo er  Fröschels kennen lernte.
Im April 1926 übernahm er die Leitung des Ambulatoriums für schwererziehbare und sprachgestörte Kinder, das im gleichen Jahr auf der Kinderabteilung von August Leopold von Reuss im Franz-Josef-Spital errichtet wurde. Dort wurden organische Störungen abgeklärt und  Therapien auf individualpsychologischer Grundlage durchgeführt. Stein führte auch individualpsychologische Ambulatorien für Sprachstörungen unter Emil Fröschels an der Allgemeinen Poliklinik Wien und später an der laryngologischen Abteilung des Allgemeinen Krankenhauses.
Als Individualpsychologe hielt Stein Vorträge und Kurse zu medizinischen Themen, vor allem zu Sprach- und Stimmstörungen und deren Korrekturmöglichkeiten.  Er verfasste zahlreiche Schriften mit Fallanalysen, um die möglichen psychologischen Ursachen verschiedener Sprachstörungen aufzuzeigen und die Bedeutung einer unterstützenden, ermutigenden Therapie hervorzuheben. 
Als Mitglied in der Arbeitsgemeinschaft individualpsychologischer Ärzte war er auch in der Erziehungsberatung engagiert. 1928 übernahm er zusammen mit Ida Löwy die individualpsychologische Beratung für den vom Verein «Die Bereitschaft» eingerichteten Nachmittagshort für nervöse und schwererziehbare Kinder.  Mit Sophie Lazarsfeld führte er Erziehungs- und Eheberatungen in ihrer Praxis im ersten Wiener Bezirk durch.
Nach dem Anschluss 1938 emigrierte Leopold Stein mit seiner Frau Irma, geborene Deutsch, nach England, wo er 1947 britischer Staatsbürger wurde. Er arbeitete als sprachtherapeutischer Berater in der britischen Armee und bis zu seinem Ruhestand 1959 an der Tavistock Clinic in London. Er war bei der Gründung des College of Speech Therapists (später The Royal College of Speech and Language Therapists) beteiligt. Steins Berufskollege war Lionel Logue, der Sprachtherapeut des britischen Königs Georg VI.
Als Mitglied der International Association of Logopedics and Phoniatrics förderte Stein die internationale Zusammenarbeit der Logopäden. Bei einem Kongress in London wurde er 1959 deren Präsident. Er veröffentlichte 1942 Speech and Voice. Their Evolution, Pathology and Therapy und 1949 The Infancy of Speech and the Speech of Infancy.
Gegen Ende seines Wirkens wandte sich Stein mehr den Lehren Carl Gustav Jungs zu. Er übersetzte dessen Schriften ins Englische und war Gründungsmitglied der Society of Analytical Psychology. Seine letzte Veröffentlichung von 1959 trägt den Titel Loathsome Women: A Study of Modern Witches.

## Schriften
- Über die psychologische Auffassung von organisch bedingten Funktionsstörungen. Internationale Zeitschrift für Individualpsychologie (IZIP), Band 3, Springer Verlag, Wien 1924
- Entwicklungsgeschichtliche Deutung der Entstehung des Silbenwiederholens. Archiv Psychiatrische Nervenkrankheiten, Wien 1924
- Bericht über die Verhandlungen des I. Internationalen Kongresses für Logopädie und Phoniatrie. Herausgegeben von Leopold Stein. Verlag Deuticke, Leipzig und Wien 1925
- Die Sprache des Kindes und ihre Fehler. Wien 1926
- Ein Fall von psychogener Aphonie. IZIP 5, Wien 1927
- Beitrag zur Psychologie des Pferdes. IZIP 6, Wien 1928
- Sprach- und Stimmstörungen und ihre Behandlung in der täglichen Praxis. Wien 1937
- Speech and Voice. Their Evolution, Pathology and Therapy. 1942
- The Infancy of Speech and the Speech of Infancy. 1949
- Reflections on human language. Analytical Psychology Club, London 1949